# Internationale Weiterbildung und Entwicklung

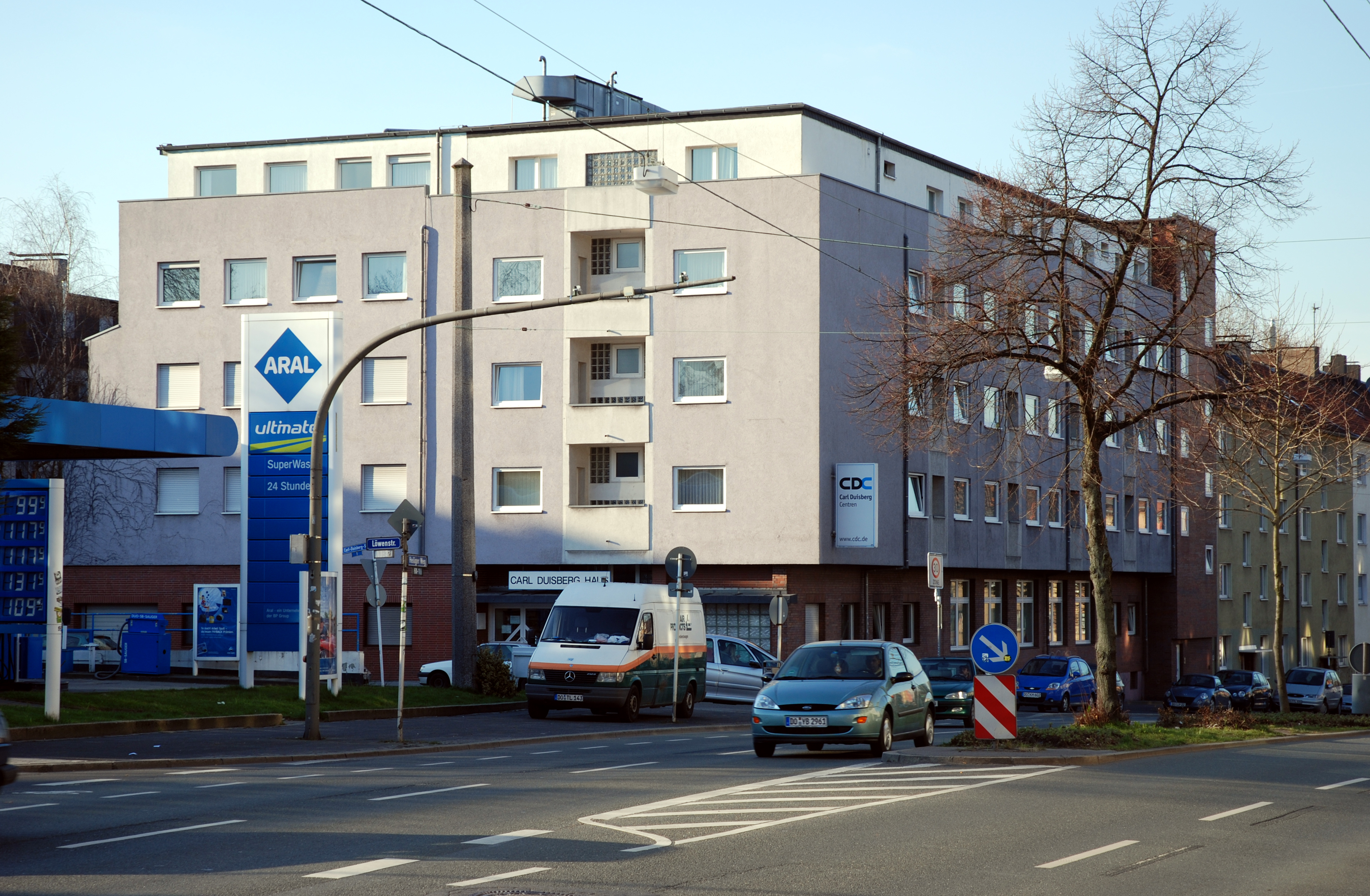
Carl Duisberg Haus a Dortmund

La Internationale Weiterbildung und Entwicklung gGmbH (InWEnt) era una institució alemanya amb operacions a nivell mundial en l'àmbit de la cooperació bilateral per al desenvolupament i la cooperació internacional, amb un enfocament en la creació de capacitat.
InWEnt es va formar el 2002 com una fusió de la “Deutsche Stiftung für internationale Entwicklung (DSE)” i “Carl-Duisberg-Gesellschaft eV (CDG)”. El 2011, es va fusionar amb el Servei Alemany de Desenvolupament (Deutscher Entwicklungsdienst, DED) i la Cooperació Tècnica Alemanya (Deutsche Gesellschaft für Technische Zusammenarbeit, GTZ), al Deutsche Gesellschaft für Internationale Zusammenarbeit (Agència Alemanya per a la Cooperació Internacional) o la GIZ.
InWEnt era principalment actiu en el camp de desenvolupament de recursos humans, a través de programes avançats de formació, creació de xarxes internacionals i esdeveniments de diàleg. Els seus programes es dirigeixen als experts, els executius i els responsables polítics en el govern, l'administració, la comunitat empresarial i la societat civil a tot el món. InWEnt va proporcionar als participants en els seus cursos amb eines per a una més gran creació de xarxes, i per a l'aprenentatge permanent, a través de Plataformes d'aprenentatge electrònic “e-learning” (Campus Global 21  Arxivat 2021-02-09 a Wayback Machine. i InWEnt e-Academy) i programes d'exalumnes. Les seves activitats d'antics alumnes van abastar dues plataformes de xarxes en línia: Alumniportal Deutschland i InWEnt Global Connect. A través de diversos programes d'intercanvi, InWEnt també va oferir l'exposició internacional per als joves alemanys.
L'any 2008, amb una plantilla de 797 estava treballant a fora de 30 oficines a Alemanya i a l'estranger, amb seu a Bonn. D'acord amb el seu informe anual de 2008, el pressupost anual era d'uns 136 milions d'euros (el 2008).
InWEnt era una organització sense ànim de lucre (gGmbH) propietat de la República Federal d'Alemanya, la Carl Duisberg Gesellschaft i. V. (CDG) i la Fundació Alemanya per al Desenvolupament Internacional (DSE). La major part dels seus programes van ser comissionats pel govern alemany a través del Ministeri Federal per a la Cooperació i el Desenvolupament Econòmic (BMZ).